# 威廉·梅布里克·基容
威廉·梅布里克·基容（英語：William Maybrick Kearons，1878年—1948年8月13日）是一位英裔美国圣公会牧师，他最出名的是作为业余天文学家所拍摄的太阳照片。

## 简介
1878年基容出生在英国利物浦，1907年移民美国。从堪萨斯劳伦斯西伯里神学院毕业后，1911年被任命为圣公会牧师。
曾在堪萨斯州和明尼苏达州各地以及纽约州罗切斯特教区服务过。
1917年-1926年他在马萨诸塞州福尔里弗圣路加教堂任教区长；1926年到1930年为布里奇沃特三一教堂牧师，
1931年到1944年又重回福尔里弗圣路加教堂，再次担任教区长一职
他因在太阳摄影方面的工作而得到业内认可，成为与哈佛大学有联系的美国变星观测者协会成员。
退休后，他于1948年8月13日在新罕布什尔州多切斯特家中去世，享年70岁。去世时他的妻子仍在。

## 纪念
- 月球上的基容陨石坑就是以他的名字命名的[2]。

## 备注
1. 1 2 3 4 5  . Morehouse-Gorham Company, 1948. : 203  [2017年1月5日]. （原始内容存档于2017年8月20日）.
2. ↑  "威廉·梅布里克·基容". Gazetteer of Planetary Nomenclature. USGS Astrogeology Research Program.